# Simmeringer Tempel

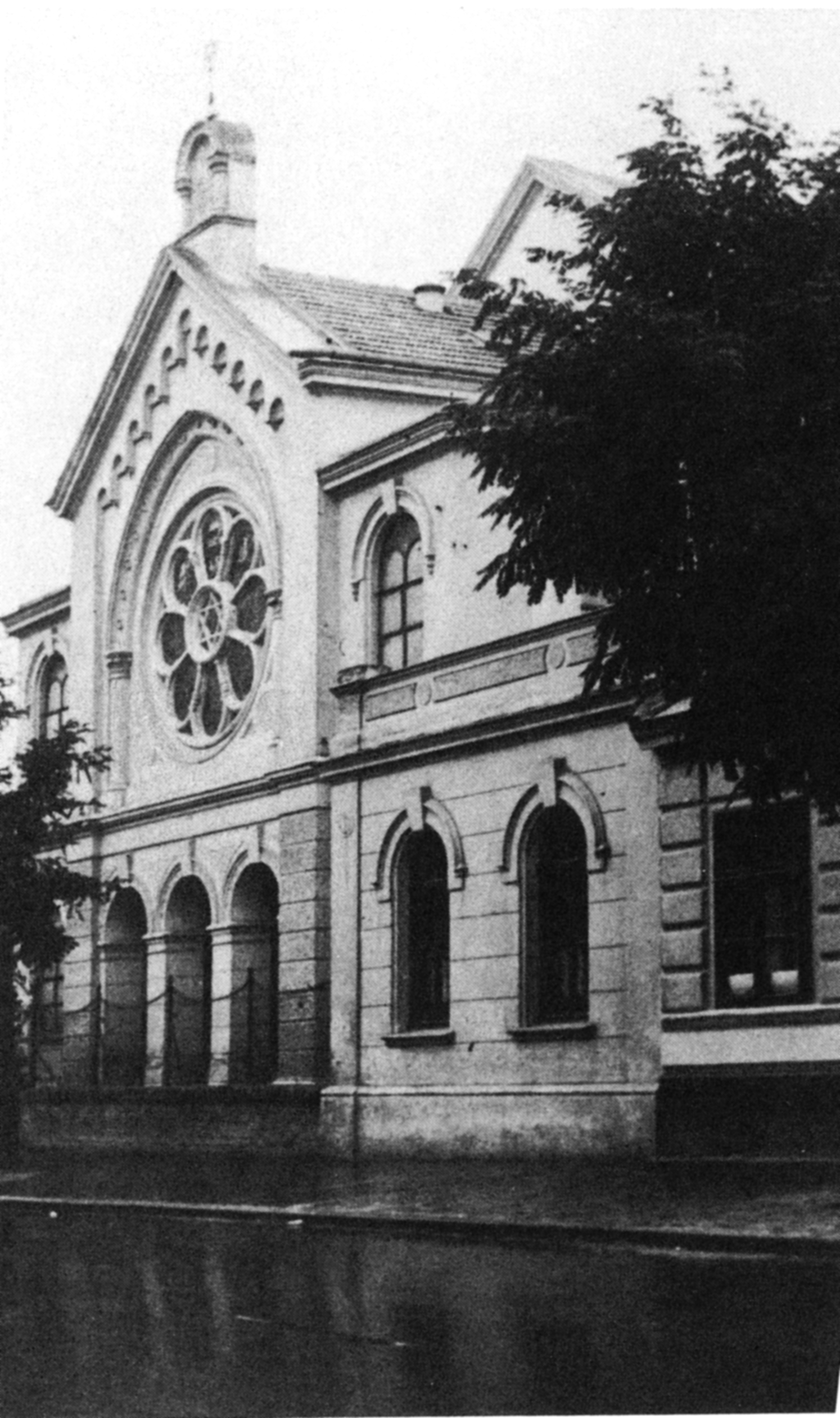
Der Simmeringer Tempel um 1900

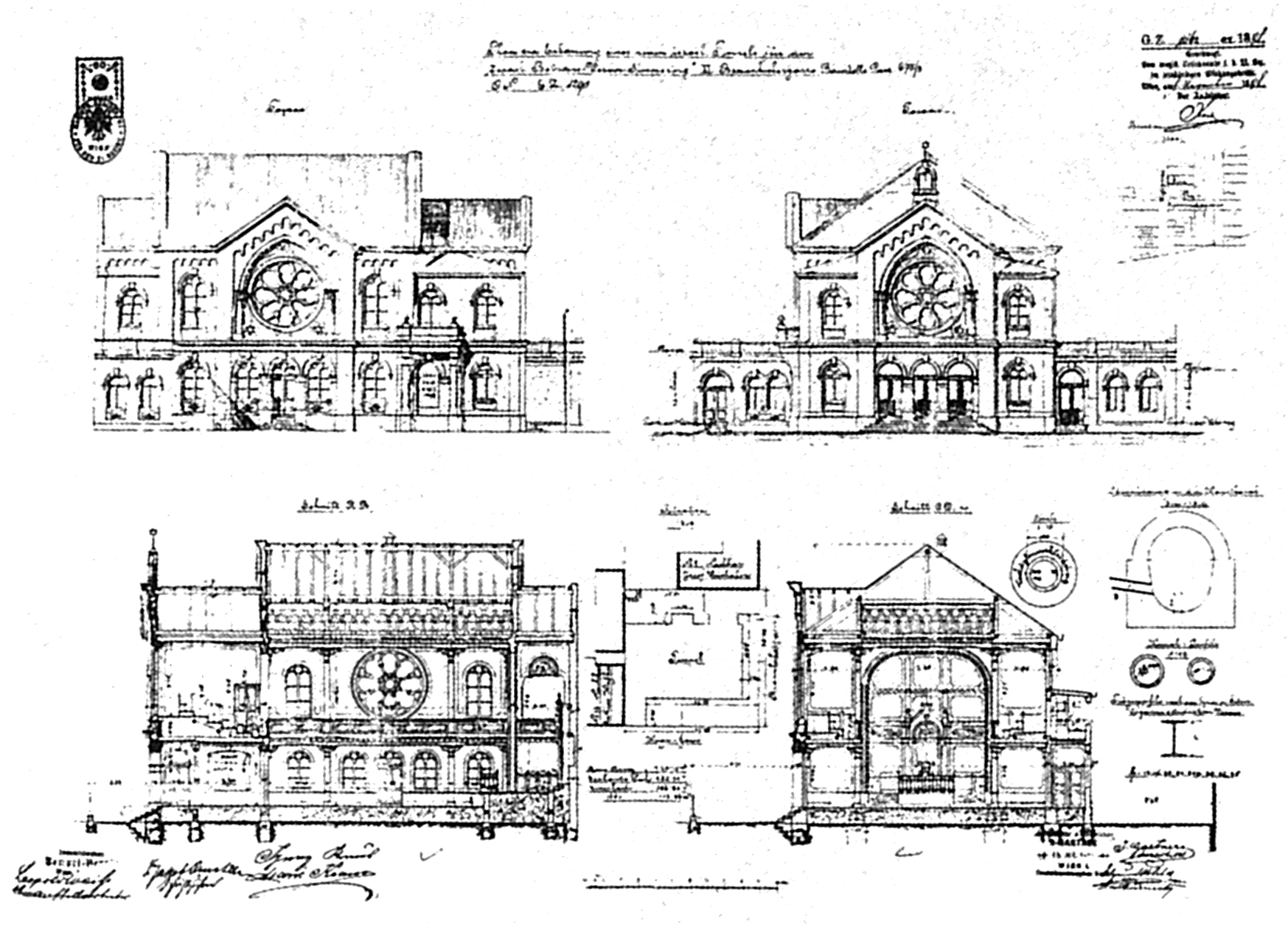
Baupläne nach Jakob Gartner

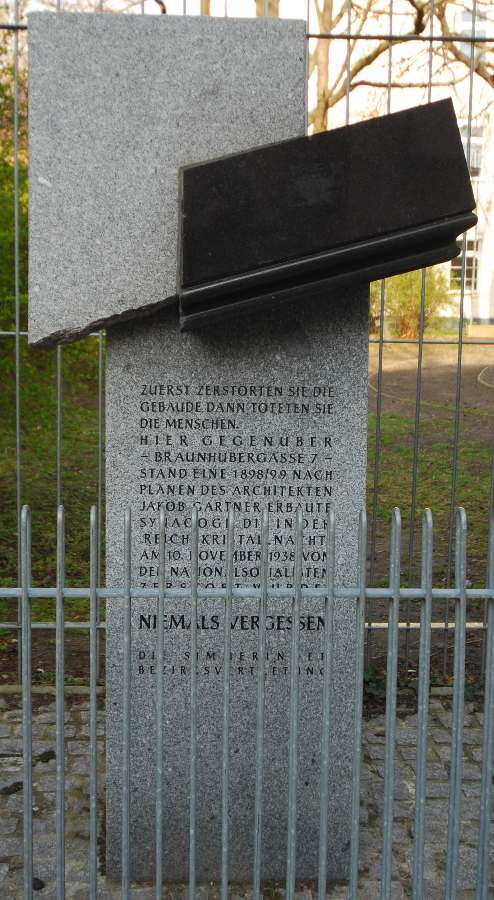
Mahnmal an der Kreuzung Braunhubergasse/Hugogasse

Der Simmeringer Tempel, auch bekannt als Simmeringer Synagoge, war eine Vereinssynagoge im 11. Wiener Gemeindebezirk Simmering (Braunhubergasse 7). Die Synagoge wurde in den Jahren 1898 bis 1899 nach Plänen von Jakob Gartner errichtet und während der Novemberpogrome 1938 zerstört.

## Geschichte
Jüdische Familien, die in Simmering lebten, gründeten im August 1891 den Tempelverein für den XI. Bezirk: Simmering, der sich die Errichtung einer eigenen Synagoge zum Ziel gesetzt hatte. Am 2. Dezember 1898 konnte die Grundsteinlegung für die Synagoge in der Braunhubergasse 7 erfolgen, die nach Plänen des Architekten Jakob Gartner von Stadtbaumeister Edmund Melcher errichtet wurde. Am 24. August 1899 wurde der Tempel feierlich eingeweiht.
Nach dem „Anschluss“ Österreichs an das nationalsozialistische Deutsche Reich im März 1938 erfolgte bereits im April 1938 die Beschlagnahmung von religiösen Kultgegenständen aus der Simmeringer Synagoge. Bei den Novemberpogromen am 10. November 1938 wurde die Synagoge von Nationalsozialisten zerstört. Beteiligt war dabei unter anderem auch die 89. SS-Standarte. Die Ruine wurde in der Folge enteignet und dem NSDAP Stillhaltekommissar für Organisationen, Vereine und Verbände überantwortet. Am 15. Dezember 1938 wurde der Abbruchbescheid für die zerstörte Simmeringer Synagoge ausgestellt und die Ruine wurde alsbald danach abgebrochen.
Seit November 2003 erinnert ein Mahnmal im Bereich Braunhubergasse/Hugogasse an den zerstörten Tempel. Der zwei Meter hohe Gedenkstein wurde nach Plänen von Leopold Grausam von Mitarbeitern der Städtischen Steinmetzwerkstätte der Stadt Wien geschaffen, wobei Mauthausener Granit und Granit aus Schweden verwendet wurde.

## Gebäude
Die Simmeringer Synagoge stand an drei Seiten frei und war als dreischiffiges Gebäude angelegt. Durch die Vorhalle gelangte man direkt in den zentralen Betraum und rechts und links zu den Galerien. Der Betraum im Mittelschiff war dabei im Grundriss als Quadrat angelegt und bot Sitzplätze für 249 Männer. Für die Frauen standen auf den Galerien, die durch vier mit Kordielen verkleidete Eisensäulen getragen wurden, 133 Sitzplätze zur Verfügung. Das Innere war mit Stuck dekoriert.
Die Außenfassade zeigte durch ihre Gliederung an der Westfront Parallelen zur Synagoge Humboldtgasse. Dominiert wurde die Westfront vom Mittelrisalit, das durch einen dreieckigen Giebel begrenzt und mit einem romanisierenden-Rundfenster und Rundbogenfries geschmückt war. Die Seitenrisalite waren hingegen wesentlich niedriger und nur mit Flachdächern gedeckt. Die Synagoge verfügte über keinerlei Türme oder Kuppeln; möglicherweise, um Geld zu sparen. Die farbliche Gestaltung ist teilweise anhand eines Aquarells des Wiener Malers Ferdinand Zach zu rekonstruieren, dies ist allerdings stark verschmutzt.